# Chołod
Chołod – powieść Szczepana Twardocha, wydana w 2022 roku nakładem Wydawnictwa Literackiego w formie książkowej i ebooka.
Tytułowy Chołod to nazwa osady na dalekiej północy, zamieszkanej przez niewielką społeczność żyjącą zgodnie z własnymi prawami w izolacji od cywilizacji. Trafia do niego uciekający z sowieckiego łagru Ślązak Konrad Widuch, który swój pobyt w Chołodzie oraz wcześniejsze – burzliwe i dramatyczne – losy opisuje w pamiętnikach. W zagadkowy sposób docierają one do autora książki, który odtwarza je oraz wyjaśnia w jaki sposób trafiły w jego ręce.

## Wyróżnienia
Nominowana do Bestsellerów Empiku 2022 w kategoriach literatura piękna i superprodukcja audio. Książka Roku Lubimyczytać.pl za rok 2022 w kategorii powieść historyczna.